# 카렐리야 노동 코뮌

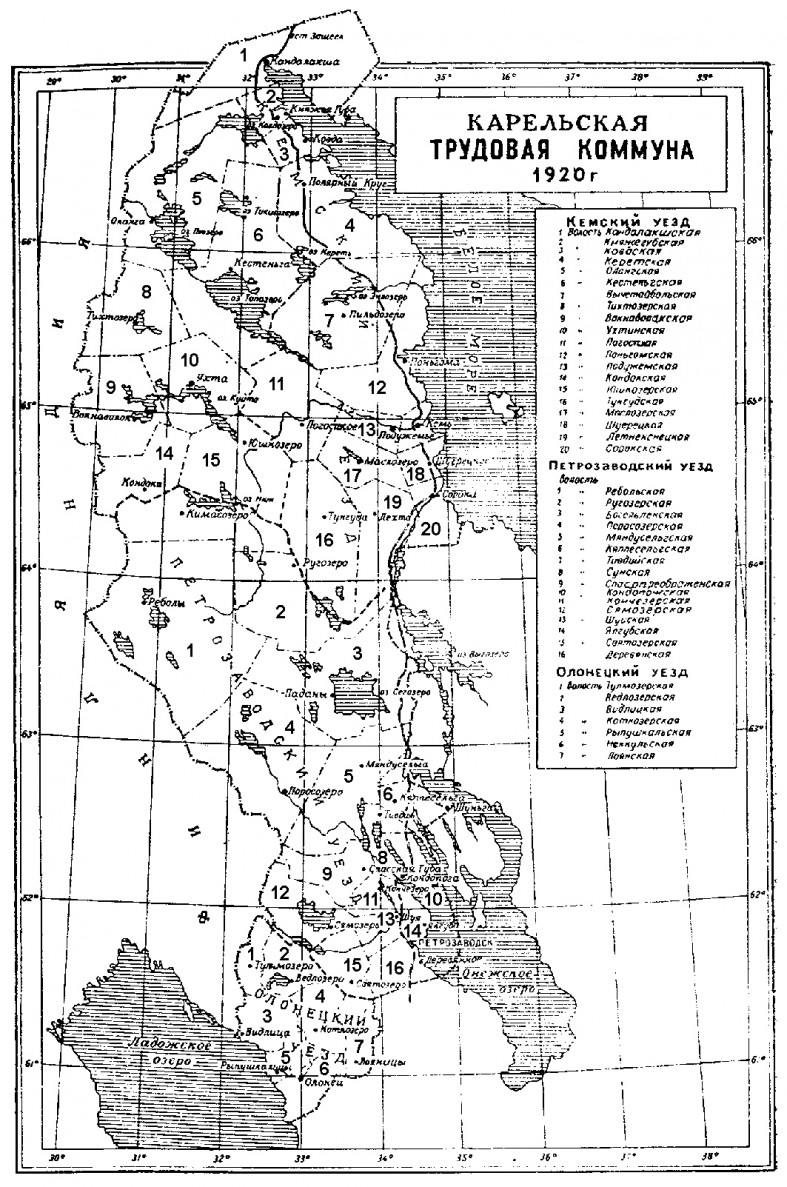
카렐리야 노동 코뮌의 지도

카렐리야 노동 코뮌(러시아어:Карельская трудовая коммуна / KTK, 핀란드어:Karjalan työvoimakunta)는 1920년 6월 8일 부터 1923년 7월 25일까지 있었던  러시아 소비에트 연방 사회주의 공화국내의 자치지역이다. 행정중심지는 현재 카렐리야 공화국의 수도 페트로자보츠크이었다.
카렐리야 노동 코뮌은 현재 카렐리야 공화국 영토에 있는 최초의 민족 자치지역이었다.

## 같이 보기
- 카렐리야인
- 카렐리야 공화국
- 카렐리야 자치 소비에트 사회주의 공화국
- 카렐리야-핀란드 소비에트 사회주의 공화국